# Liste der Kulturdenkmäler in Orenhofen
In der Liste der Kulturdenkmäler in Orenhofen sind alle Kulturdenkmäler der rheinland-pfälzischen Ortsgemeinde Orenhofen aufgeführt. Grundlage ist die Denkmalliste des Landes Rheinland-Pfalz (Stand: 27. Juni 2022).

## Einzeldenkmäler
| Bezeichnung                        | Lage                                      | Baujahr                         | Beschreibung | Bild                           |
| ---------------------------------- | ----------------------------------------- | ------------------------------- | --- | ------------------------------ |
| Katholische Pfarrkirche St. Rochus | Auf der Katz 2 Lage                       | 1876/77                         | neugotischer Rotsandsteinquader-Saalbau, 1876/77, Architekt Kommunalbaumeister Massing, Trier; Wandmalereien; Stützmauern mit Treppe               | weitere Bilder Fotos hochladen |
| Wegekreuz                          | Auwer Straße, bei Nr. 1 Lage              | 1609                            | Nischenkreuz mit Metallkorpus, bezeichnet 1609 und 1833                                                                                            | BW                             |
| Wegekreuz                          | Auwer Straße, bei Nr. 26 Lage             |                                 | Balkenkreuz mit Nische (Metallkorpus neu) | BW                             |
| Schulhaus                          | Hansengasse 10 Lage                       | 1876/77                         | ehemalige Mädchenschule; Gelb- und Rotsandsteinquaderbau, 1876/77, Architekt Kommunalbaumeister Massing, Trier                                     | Fotos hochladen                |
| Quereinhaus                        | In Urbigt 32 Lage                         | 1878                            | Quereinhaus, bezeichnet 1878, eingeschossiger Anbau mit Schlosserwerkstatt, Hofpflaster und umzäunter Garten                                       | BW                             |
| Wegekapelle                        | Kapellenstraße, Ecke Zemmerer Straße Lage | 18. oder frühes 19. Jahrhundert | Wegekapelle; kleiner Putzbau, wohl aus dem 18. oder frühen 19. Jahrhundert; Nischenkreuz, eventuell noch aus dem 16. Jahrhundert                   | Fotos hochladen                |
| Quereinhaus                        | Mittelstraße 5 Lage                       | 1811                            | Wohnteil mit Kniestock eines Quereinhauses, bezeichnet 1811                                                                                        | BW                             |
| Hofanlage                          | Speicherer Straße 15 Lage                 | 1840                            | Streckhof; Wohnhaus, bezeichnet 1840, Scheune bezeichnet 1861                                                                                      | BW                             |
| Bürgerhaus                         | Zemmerer Straße 55 Lage                   | 1892/93                         | ehemalige Knabenschule mit Lehrerwohnung; nüchterner Krüppelwalmdachbau, 1892/93, Architekt Kommunalbaumeister Massing, Trier, Erweiterung 1909/10 | Fotos hochladen                |
| Wegekreuz                          | nordwestlich des Ortes Lage               | 1661                            | Schaftkreuz, bezeichnet 1661 (Abschlusskreuz neu)                                                                                                  | BW                             |
| Wegekreuz                          | südwestlich des Ortes Lage                | 1821                            | Schaftkreuz, bezeichnet 1821 | BW                             |